# 904 Рокфеллія
904 Рокфеллія (904 Rockefellia) — астероїд головного поясу, відкритий 29 жовтня 1918 року.
Тіссеранів параметр щодо Юпітера — 3,196.
Названо на честь Джона Девісона Рокфеллера (англ. John Davison Rockefeller, Sr.; 1839-1937) американського підприємця та філантропа.